# برنارد أرهارد
برنارد أرهارد (بالإنجليزية: Bernard Erhard)‏ هو ممثل أمريكي، ولد في 6 فبراير 1934، وتوفي في 1 نوفمبر 2000.

## وصلات خارجية
- برنارد أرهارد على موقع IMDb (الإنجليزية)
- برنارد أرهارد على موقع ألو سيني (الفرنسية)
- برنارد أرهارد على موقع أول موفي (الإنجليزية)
- برنارد أرهارد على موقع قاعدة بيانات الأفلام السويدية (السويدية)
- برنارد أرهارد على موقع قاعدة بيانات الفيلم (الإنجليزية)
- برنارد أرهارد على موقع كينوبويسك (الروسية)